# Makatinus silvaticus
Makatinus silvaticus är en rundmaskart som beskrevs av Ahmad, Sturhan och Wim M. Wouts 2003. Makatinus silvaticus ingår i släktet Makatinus och familjen Aporcelaimidae. Inga underarter finns listade i Catalogue of Life.